# MATA (фестиваль)
Фестиваль МАТА — ежегодный фестиваль современной классической музыки в Нью-Йорке, посвящённый продвижению произведений молодых композиторов. Она была основана в 1996 году Филипом Глассом, Лизой Белавой и Элеонорой Сандрески и в настоящее время находится под руководством исполнительного директора Аманды Гукин.

## История
Белава и Сандрески были частью гастрольного ансамбля Гласса в начале 1990-х годов; во время гастрольных туров все трое задумали концерты, которые послужили бы отдушиной для независимых композиторов. Эти концепции позже лягут в основу фестиваля MATA. Концерты MATA первоначально были представлены в архивах фильмов Антологии, что и привело к её названию: аббревиатура расшифровывается как «Музыка в антологии» (англ. «Music At The Anthology»). С тех пор фестиваль был представлен на различных площадках, таких как Le Poisson Rouge, Roulette и The Kitchen.
Среди бывших директоров и сотрудников MATA — Йотам Хабер. Дэвид Т. Литтл, Мисси Маццоли, Джеймс Мэтисон, Кристофер Макинтайр, Тодд Тарантино, Алекс Вайзер, Лорен Лойаконо и основатели Гласс, Белава и Сандрески.

## Привезённые Музыканты
- Фестиваль 2018 года: Дэниел Силлиман, Эрин Роджерс, Дженна Лайл, Энни Госфилд, Дженнифер Хигдон, Дэвид Т. Литтл, Нико Мьюли и Кен Уэно
- Фестиваль 2017 года: Эрик Вуббелс, Кристина Вулф, Сирасет Пантура-umporn
- Фестиваль 2016 года: Вейджун Чен, Хелен Папайоанну, Мэтью Уэлч, Яир Клартаг
- Фестиваль 2015 года: Энн Клир, Адам де ла Кур, Ван Лу
- Фестиваль 2014 года: Хикари Кияма, Эдвард Хэмел, Кэролин Чен
- Фестиваль 2013 года: Эван Антонеллис, Брайан Джейкобс, Джобина Тиннеманс
- Фестиваль 2012 года: Филидеи, Франческо, Цинь И, Гек Ходж
- Фестиваль 2011 года: Райан Картер, Кристофер Майо, Анжелика Негрон
- Interval 4.1 (2010): Тимо Андрес, Бретт Бандуччи, Йотам Хабер, Джозеф Холлман, Тед Хирн, Эндрю Норман, Паола Престини, Крис Тил, Шара Уорден
- Фестиваль 2010 года: Джулиан Дэй, Мэтью Райт
- Фестиваль 2009 года: Эндрю Гамильтон, Николь Лизи, Майк Вернуски
- Фестиваль 2008 года: Шон Гриффин, Жибуокле Мартинайтите, Мика Сильвер
- Фестиваль 2007 года: Йотам Хабер, К-Кална, Нед Макгоуэн, Кристофер Тигнор
- Monster Composer Rally II (2005): Брайан Хеллер, К-Кална, Дуг Опель, Чарльз Уотерс
- Monster Composer Rally I (2005): Рэндалл Бауэр, Алекс Минчек, Ваче Шарафян